# Municipio de Genoa (Nebraska)
El municipio de Genoa (en inglés, Genoa township) es un municipio del condado de Nance, Nebraska, Estados Unidos. Tiene una población estimada, a mediados de 2022, de 229 habitantes.
Abarca una zona exclusivamente rural.

## Geografía
Está ubicado en las coordenadas 41°26′22″N 97°47′00″O / 41.43944, -97.78333 (41.439492, -97.783317). Según la Oficina del Censo de los Estados Unidos, tiene una superficie total de 85.40 km², de los cuales 83.55 km² corresponden a tierra firme y 1.85 km² están cubiertos de agua.

## Demografía
Según el censo de 2020, en ese momento había 232 personas residiendo en la zona. La densidad de población era de 2.8 hab./km². El 96.12 % de los habitantes eran blancos, el 0.43 % era amerindio, el 0.43 % era afroamericano, el 0.43 % era de otra raza y el 2.59 % eran de una mezcla de razas. Del total de la población, el 1.29 % eran hispanos o latinos de cualquier raza.